# Rio Itajaí do Oeste
Le rio Itajaí do Oeste est une rivière  brésilienne de l'État de Santa Catarina.
Le rio Itajaí do Oeste prend sa source dans la serra Geral, sur le territoire de la municipalité de Santa Cecília et s'écoule vers le sud-est. De son confluent avec le rio Itajaí do Sul naît le rio Itajaí-Açu, l'un des principaux fleuves de la région. Ces deux cours d'eau se rencontrent au niveau de la municipalité de Rio do Sul.